# Breiðabunga
Die Breiðabunga ist ein überwiegend gletscherbedeckter Vulkan, der sich im Süden des großen Gletscherschildes Vatnajökull in Island befindet.
Der Gletscherberg liegt etwa 25 km südwestlich der Stadt Höfn í Hornarfirði im Bezirk Austur-Skaftafellssýsla. Der Vulkan gehört zu der eigenständigen ruhenden Vulkanzone Öræfajökull – Snæfell.
Zu dem Bergmassiv gehört der Berg Heinabergsfjöll (höchste Erhebung Ófærumúli, 1057 m). Bedeutendere Talgletscher, die von ihm in die Ebene hinunterreichen sind von Osten nach Westen Fláajökull, Heinabergsjökull und Skálafellsjökull, an dem die Gletscherhütte Jöklasel liegt (oberhalb von Smýrlabjörg).
Bei der Breiðabunga sind in historischer Zeit keine Ausbrüche nachweisbar. Sie ist vermutlich erloschen.